# Guatemala van A tot Z

## A
Acatenango - Alta Verapaz - Antigua Guatemala - Pedro de Alvarado - Jacobo Arbenz Guzmán - Álvaro Arzú - Miguel Ángel Asturias - Atitlán - Aurora FC

## B
Baja Verapaz - Carlos Batres - Bekken van Petén - Belize (land) - Belize (rivier) - Óscar Berger - Bloedbad van Dos Erres - Bloedbad van Plan de Sánchez - Bradytriton silus

## C
Jorge Carpio - Rafael Carrera - Centraal-Amerika - Vinicio Cerezo - Chichicastenango - Chimaltenango (departement) - Chiquimula (departement) - Chiquimula (stad) - Ch'orti' (volk) - Cival - Club Xelajú - Álvaro Colom - Manuel Colom Argueta - CSD Comunicaciones - CSD Municipal

## D
Departementen van Guatemala

## E
El Salvador - Escuintla (departement) - Rafael Espada - Gustavo Adolfo Espina Salguero

## G

Locatie van Guatemala

Garifuna (volk) - Genocide - Juan José Gerardi Conedera - Geschiedenis van de Mayabeschaving - Alejandro Giammattei - Golf van Honduras - Grijalva - Grote Oceaan - Grote Nationale Alliantie - Guatemala - Guatemala (departement) - Guatemala-Stad - Guatemala Feliz - Guatemalteekse Christendemocratie - Guatemalteekse Nationale Revolutionaire Eenheid - Guatemalteeks Republikeins Front - Ángel Aníbal Guevara

## H
Hondo - Honduras - Huehuetenango (departement) - Huehuetenango (stad)

## I
ISO 3166-2:GT - Itza's - Ixil (volk) - Izabal (departement) - Izabalmeer

## J
Jalapa (departement) - Jutiapa (departement)

## K
Kaibil - Kaqchikel (volk) - K'iche' (volk)

## L
Lacandón (volk) - 
Kjell Laugerud - 
Ramiro de León Carpio - 
Liga Nacional de Guatemala - 
Lijst van presidenten van Guatemala - 
Livingston (Izabal) - Los Altos - 
Otilia Lux

## M
Myrna Mack - Mam (volk) - Julio René Martínez - Maximón - Maya (volk) - Mayagebergte - Meer van Atitlán - Meer van Petén Itzá - Óscar Humberto Mejía Victores - Mexico - Rigoberta Menchú - Mitch (orkaan) - Meso-Amerika - Mopan (volk) - Jimmy Morales - Rolando Morán - Motagua

## N
Nationale Bevrijdingsbeweging - Nationale Eenheid van de Hoop - Nationale Vooruitgangspartij - Nieuw-Spanje

## O
Ontmoeting voor Guatemala - Operatie PBSUCCESS

## P
Pacaya - 
Panajachel - 
Passiflora citrina - 
Patriottische Partij - 
Otto Pérez -
El Petén - 
Dwight Pezzarossi -
Plan-Puebla-Panama - 
Alfonso Portillo - 
President van Guatemala -
El Progreso

## Q
Q'anjob'al (volk) - Q'eqchi' (volk) - Quetzal (vogel) - Quetzal (munteenheid) - Quetzaltenango (departement) - Quetzaltenango (stad) - El Quiché - Quiriguá

## R
Retalhuleu (departement) - Efraín Ríos Montt - Zury Ríos Montt - Carlos Ruiz

## S
Sacatepéquez - San Marcos (departement) - Santa María (vulkaan) - San Pedro (rivier) - Santa Rosa (departement van Guatemala) - Santo Tomás de Castilla - Jorge Serrano Elías - Sierra Madre van Chiapas - Sololá (departement) - Sololá (stad) - Stan (orkaan) - Suchiate - Suchitepéquez

## T
Tacaná - Tajumulco - Tayasal - Tecún Umán - Tikal - Toliman - Sandra Torres - Totonicapán (departement) - Totonicapán (stad)

## U
Usumacinta

## V
Verenigde Staten van Centraal-Amerika - verkiezingen 2007 - Vlag van Guatemala - Vlag van Los Altos - Voetbalelftal - Volcán de Agua

## X
Wapen van Guatemala

## Z
Zacapa (departement) - Zwarte donderdag